# Рапсодия на тему Паганини
«Рапсодия на тему Паганини» ля минор, произведение Сергея Рахманинова для фортепиано с оркестром.

## История
Рахманинов работал над этим сочинением на вилле Сенар (близ Веггиса в Швейцарии) с 3 июля по 18 августа 1934 года. Премьера состоялась в Lyric Opera House в Балтиморе 7 ноября 1934, партию фортепиано исполнил автор в сопровождении Филадельфийского оркестра под управлением Леопольда Стоковского. Рахманинов включил в неё мотив «Dies irae». Премьерное исполнение было записано. Среди других знаменитых исполнителей, записавших Рапсодию, — Артур Рубинштейн, Владимир Ашкенази, Ван Клиберн, Леон Флейшер, Уильям Капелл, Михаил Плетнёв.

## Структура
Произведение состоит из двадцати четырёх вариаций на тему знаменитого двадцать четвёртого каприса Николо Паганини — прежде уже становившегося источником вдохновения для других композиторов, в числе которых Ференц Лист и Иоганнес Брамс, использовавший его тему для создания Вариаций на тему Паганини.
- Вступление: Allegro vivace — Variation I (Precedente)
- Тема: L’istesso tempo
- Variation II: L’istesso tempo
- Variation III: L’istesso tempo
- Variation IV: Più vivo
- Variation V: Tempo precedente
- Variation VI: L’istesso tempo
- Variation VII: Meno mosso, a tempo moderato
- Variation VIII: Tempo I
- Variation IX: L’istesso tempo
- Variation X: L’istesso tempo
- Variation XI: Moderato
- Variation XII: Tempo di minuetto
- Variation XIII: Allegro
- Variation XIV: L’istesso tempo
- Variation XV: Più vivo scherzando
- Variation XVI: Allegretto
- Variation XVII: Allegretto
- Variation XVIII: Andante cantabile
- Variation XIX: A tempo vivace
- Variation XX: Un poco più vivo
- Variation XXI: Un poco più vivo
- Variation XXII: Un poco più vivo (Alla breve)
- Variation XXIII: L’istesso tempo
- Variation XXIV: A tempo un poco meno mosso

Хотя данное сочинение Рахманинова исполняется без перерывов, оно может быть подразделено на три части: с первой по одиннадцатую, с 12 по 18, и оставшиеся образуют финал.
Бесспорно, самым знаменитым фрагментом Рапсодии является XVIII вариация — вероятно, наиболее яркий из и без того немногочисленных в мировой музыке примеров кульминации произведения, высшей точки его музыкального развития, носящей не традиционно героический, а выраженно лирический характер.

## Использование музыки
- «Паганини» — балет в постановке М. М. Фокина на совместное либретто композитора и балетмейстера (1939)
- 1960 — 7 апреля, «Паганини». Балетмейстер и автор либретто Л. М. Лавровский, Большой театр, Москва, дирижёр Е. Ф. Светланов, сценограф В. Ф. Рындин; исполнили: Паганини — Я. Д. Сех, Муза — М. В. Кондратьева. Эта постановка была возобновлена там же в 1978 году[6]
- 1980 — «Рапсодия[англ.]», балет в постановке Ф. Аштона
- В концовке фильма Гарольда Рамиса «День сурка» главный герой, Фил Коннорс (Билл Мюррей), за время своего многодневного пребывания в одном и том же дне, 2 февраля, реализовавший свою мечту и научившийся играть на фортепиано, производит неизгладимое впечатление на Риту Ханссон (Энди Макдауэлл), исполняя на синтезаторе джазовую импровизацию на тему 18-й вариации «Рапсодии на тему Паганини».